# Ziad Rahbani

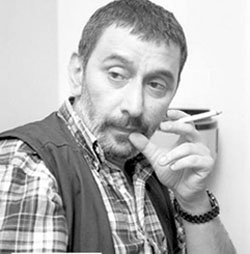
Ziad Rahbani (2012)

Ziad Rahbani (Ziyad al-Rahbani, arabisch زياد الرحباني, DMG Ziyād ar-Raḥbānī; * 1. Januar 1956 in Antelias; † 26. Juli 2025 in Beirut) war ein libanesischer Komponist, Pianist, Buzuq-Spieler, Songwriter und Theaterautor. Er gilt als ein Wegbereiter des sogenannten Oriental Jazz, in dem er klassische nahöstliche Melodien mit Jazz‑, Funk‑ und Blues‑Elementen verknüpfte und damit die arabische Musiklandschaft nachhaltig prägte. Seine Mischung aus arabischer Vierteltonharmonik und westlichem Jazz beschrieb er selbst einmal augenzwinkernd als „Hamburger, der nach Falafel schmeckt“.

## Leben und Wirken
Der Sohn der Sängerin Fairuz und des Komponisten Assy Rahbani nahm nach dem Musikstudium seine ersten Lieder auf und schrieb 1973 sein erstes Musical, Sahrieh (Abend). Zahlreiche seiner folgenden Werke wurden zu Klassikern des libanesischen Theaters. Seine Songs sind von zahlreichen Stilrichtungen beeinflusst, von Klassik, Jazz, Bebop, Funk und Bossa Nova sowie Volksliedern vom Balkan, aus dem Libanon, Syrien und Palästina. Auch als Filmmusikkomponist wurde er bekannt. In vielen seiner Werke setzt er sich satirisch mit der libanesischen Politik zur Zeit des libanesischen Bürgerkriegs und danach auseinander.
Nach dem Tod seines Vaters 1986 übernahm Rahbani die Rolle des Hauptkomponisten für seine Mutter Fairuz und leitete damit stilistisch eine modernere Phase in ihrem Spätwerk ein. Gleichzeitig schrieb er weitere Bühnenstücke wie Film Ameriki Taweel (Ein langer amerikanischer Film, 1980), in denen er die Korruption und konfessionelle Spaltung seines Landes mit bitterem Humor seziert.
Bereits mit sechs Jahren begann Rahbani zu komponieren und lieferte später mehrere der bekanntesten Lieder für seine Mutter Fairuz. Mit dem Stück Sahriyeh etablierte er sich 1974 über Nacht als Theaterautor, doch sein 1978 uraufgeführtes Stück Benesbe La Boukra Shou? (Was ist wegen morgen?) gilt bis heute als Meilenstein, weil es den Ausbruch des libanesischen Bürgerkriegs künstlerisch antizipierte. Eine 2016 veröffentlichte Filmfassung von Probenaufnahmen zog allein am ersten Tag über 28.000 Besucher in die libanesischen Kinos und entwickelte sich zu einem der erfolgreichsten Filme des Landes.
Rahbani verstand sich offen als Kommunist, setzte sich vehement für die Rechte der Palästinenser ein und traf zweimal den Hisbollah‑Generalsekretär Hassan Nasrallah, was ihm Kritik einbrachte. Seine Bühnenstücke und Songtexte verbinden scharfe linkspolitische Kommentare mit Humor und haben ihm den Ruf eingebracht, „die Revolution in Person“ zu sein, wie es die libanesisch‑kanadische Sängerin Lara Rain formulierte. Die Belagerung des palästinensischen Flüchtlingslagers Tal al‑Zaʿtar 1976 prägte sein politisches Denken nachhaltig; er verließ daraufhin das elterliche Haus im mehrheitlich christlichen Ost‑Beirut und zog ins muslimische West‑Beirut, wo er sich stärker mit linken und palästinensischen Gruppen solidarisierte. Später bekannte er sich offen zur schiitischen Hisbollah und unterstützte den syrischen Präsidenten Baschar al-Assad, was ihm sowohl anhaltende Verehrung als auch deutliche Ablehnung einbrachte.
In seinen letzten Lebensjahren zog sich Rahbani krankheitsbedingt weitgehend aus der Öffentlichkeit zurück; laut engen Freunden litt er an einer schweren Lebererkrankung, beantwortete kaum noch Anrufe und komponierte nur sporadisch. Er erlag 2025 im Alter von 69 Jahren in einer Beiruter Klinik einem Herzinfarkt. Bei der Überführung des Sarges von Rahbani durch die überfüllten Straßen Beiruts mischten sich Applaus, Kirchenglocken, kommunistische und palästinensische Fahnen sowie der Duft weißer Rosenblätter. Der Trauerzug wurde von Motorrädern der internen Sicherheitskräfte begleitet und endete im Heimatdorf Bikfaya, wo Rahbani beigesetzt wurde.

## Würdigung
Politiker aller konfessionellen Lager würdigten den Künstler übereinstimmend: Der sunnitische Ministerpräsident Nawaf Salam betonte, Rahbani habe der „nationalen Kultur neues Bewusstsein“ verliehen, während der christliche Parteichef Gebran Bassil versicherte, seine Melodien würden „lebendig bleiben“. Auch der maronitische Oppositionsführer Samir Geagea nannte ihn einen „außergewöhnlichen Künstler“ und unterstrich damit Rahbanis seltene Fähigkeit, ein gespaltenes Land in der Bewunderung für seine Kunst zu vereinen. Staatspräsident Joseph Aoun würdigte ihn als „rebellisches Gewissen gegen Ungerechtigkeit“ und als „ehrlichen Spiegel der Leidenden und Ausgegrenzten“.